# Norsang
Norsang was een koning uit de Rinpung-dynastie die heerste over grote delen van de regio Tsang in Tibet. Hij volgde zijn vader op in 1440 en regeerde tot 1466. In 1466 werd hij opgevolgd door zijn zoon Künsang.

## Burgeroorlog en macht over Tsang
Norsang speelde een belangrijke rol in het naar de Rinpung-dynastie toetrekken van de macht over Tsang. Na de dood van Dragpa Gyaltsen uit de Phagmodru-dynastie was er overeenstemming bereikt dat de abt van Thel zou beslissen over diens opvolging. De abt koos in 1432 voor Dragpa Jungne en diens vader, Sanggye Gyaltsen, stemde hier in eerste instantie mee in.
Twee jaar later, in 1434, overleed de abt van Thel en verdween zijn morele invloed. Sanggye Gyaltsen eiste alsnog de troon op, met als gevolg dat er gedurende een jaar een burgeroorlog uitbrak. 1434 bleek het jaar van de interne ineenstorting van de Phagmodrupa te worden.
Norsang zette Sanggye Gyaltsen opzij die naar Yargyab vluchtte; Norsang kwam naar voren als winnaar. Daarnaast veroverde zijn zoon Döndrub Dorje het belangrijke bolwerk Samdrubtse (huidig Shigatse) in 1435. De Rinpung-dynastie wist op deze manier de regio Tsang te domineren en vast te houden tot 1565. De Rinpungpa's lieten Dragpa Gyaltsen wel op de troon, al bleef zijn macht nu beperkt tot de regio U. De macht over Tsang was hij voorgoed kwijt.